# Alveopora viridis
Alveopora viridis là một loài san hô trong họ Poritidae. Loài này được Quoy & Gaimard mô tả khoa học năm 1833.